# Biblischer Garten Gospa Stomorija

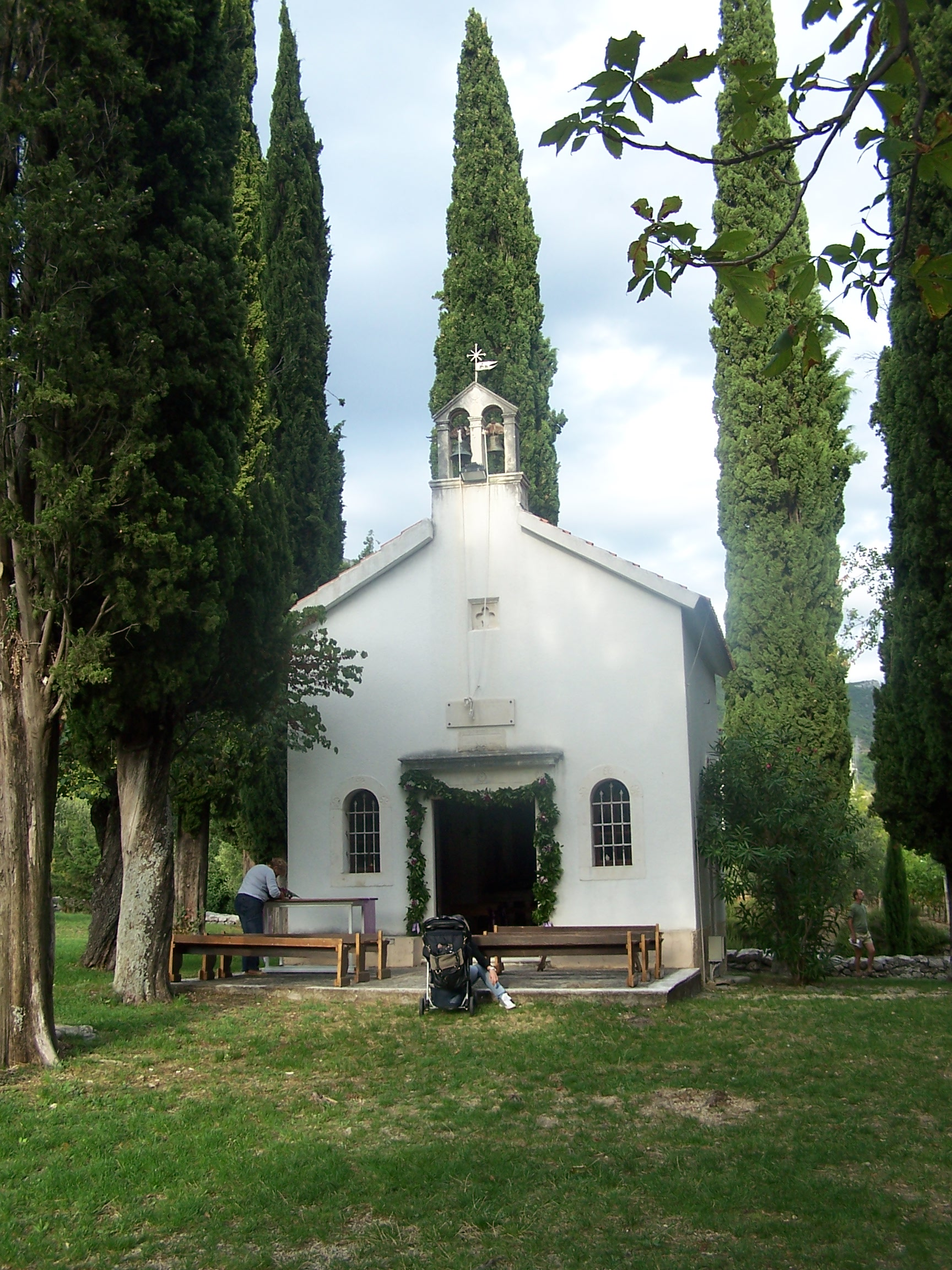
Kirche Gospa Stomorija

Der Biblische Garten Gospa Stomorija ist eine Parkanlage am südlichen Abhang des Berges Kozjak oberhalb von Kaštel Novi (Dalmatien, Kroatien).
Der Park wurde um die kleine Kirche Hl. Marija von Špiljan (heute: Hl. Mutter des Stomorje) herum angelegt, die bereits 1189 errichtet wurde. Seit Jahrzehnten wachsen dort Pflanzen, die in der Bibel erwähnt werden. Sie wurden ergänzt durch weitere Bäume, Gewürz- und Duftpflanzen und durch Plastiken einiger bedeutender kroatischer Künstler. Zu Ehren von Papst Johannes Paul II. wurde ein Olivenbaum gepflanzt, der vom Papst selbst gesegnet wurde.
Nördlich der Kirche wurde ein terrassenartiger Bereich errichtet, auf dem neben alten Olivenbäumen eine Reihe von Gedenksteinen gesetzt wurde zu Ehren von kroatischen Künstlern und Autoren, die in ihrem Schaffen von der Bibel inspiriert wurden, u. a. Ivan Meštrović.
Südlich wurde ein kleiner Weingarten als Denkmal für die Weinbauern angelegt. In ihm wurden neben anderen bodenständigen Weinreben auch der Kaštelaner Crljenak, der aus Kaštela stammt und weltweit als Zinfandel bekannt ist, gepflanzt.
Von der Parkanlage aus ergibt sich eine gute Aussicht auf Kaštela, Split und die davor liegenden Inseln.